# Muhammad Siad Barre
Mohamed Siad Barre (somálsky Maxamed Siyaad Barre; 6. října 1919 – 2. února 1995) byl v letech 1969–1991 hlavou Somálské demokratické republiky, které vládl diktátorským způsobem. Nechával si familiárně říkat „Soudruh Siad“.
Když se Somálsko v 60. letech stalo nezávislou zemí, neexistovala zde žádná národní identita. Somálce nelze považovat za národ jako takový, protože neexistoval společný somálský jazyk, který by se dal považovat za úřední, a ani společná měna. Byl to stát, který měl silně vyvinutou klanovou strukturu. To znamenalo velké mocenské pnutí mezi klany, různorodost jazyků i měn, a ústřední vláda nebyla schopna kontrolovat celé Somálsko. Díky této klanové struktuře se obyvatelé Somálska nepovažovali za Somálce, ale za Isaaqy, Daroody, Banty, podle toho k jakému klanu či vesnici byli loajální. Etnická příslušnost měla větší váhu než loajalita k národní vládě.

## Mládí
Narodil se v Shiilaaboo, v oblasti Ogaden, která dnes patří etiopské provincii Haradge, okolo roku 1910. Přesné datum není známo, protože jeho věk byl dlouho střežen jako státní tajemství. Jeho matka byla Ogadenka, otec byl příslušníkem klanu Marehan, s kterým se později Barre ztotožnil. Jeho rodiče zemřeli, když byl ještě velice mladý. Živil se poté pastevectvím, přičemž do té doby nezískal žádné formální vzdělání. Základní vzdělání získal ve městě Luuq na jihu Somálska a své středoškolské vzdělání v hlavním městě Mogadišu. Poté, co Britové přicházející z Keni, obsadili sever Somálska roku 1941, Barre se rozhodl zúčastnit kurzu Královských afrických střelců v Kabetti v Keni a následně byl zaměstnán zvláštní pobočkou britské koloniální policie, která převzala moc v Corpo Zaptie. Zkušenosti, které zde nabyl, byly předvojem k politickým intrikám, ve kterých Barre prokázal velkou zdatnost.
Britové se nedokázali dohodnout na likvidaci bývalých italských kolonií, mezi něž patřila i část dnešního Somálska, a tak v roce 1949 musela zasáhnout OSN, která přidělila Itálii poručenství nad Somálskem, aby po deseti letech bylo připraveno na nezávislost. Díky poručenství Itálie se otevřely Barremu dveře vojenské kariéry. Vstoupil do italské koloniální policie a díky svým schopnostem a píli byl vyslán na vojenskou školu do Itálie. Když se vrátil do Somálska, přidal se k italské koloniální policii a stal se inspektorem. V roce 1958 byla vytvořena vlastní somálská policie, jejímž se stal příslušníkem; po vyhlášení nezávislosti v roce 1960 byl pak povýšen do hodnosti brigádního generála. V dubnu roku 1960 byla vytvořena Somálská národní armáda a Barre se stal zástupcem velitele. Když v roce 1965 velitel zemřel, Barre byl povolán na jeho místo.

## Převzetí moci v roce 1969
15. října 1969 byl spáchán atentát na somálského prezidenta Abdurašída A. Širmarkeho. Barre využil tohoto prezidentského vakua a vedl 21 vojenských důstojníků a pět policistů v nekrvavém státním převratu. Byla pozastavena ústava, zatýkány významné politické osobnosti, uzavřeno Národní shromáždění, zrušen Nejvyšší soud a zakázány politické strany. Země byla přejmenována na Somálskou demokratickou republiku a revolucionáři vytvořili Nejvyšší revoluční radu, která měla představovat novou vládu Somálska.

## Období vlády

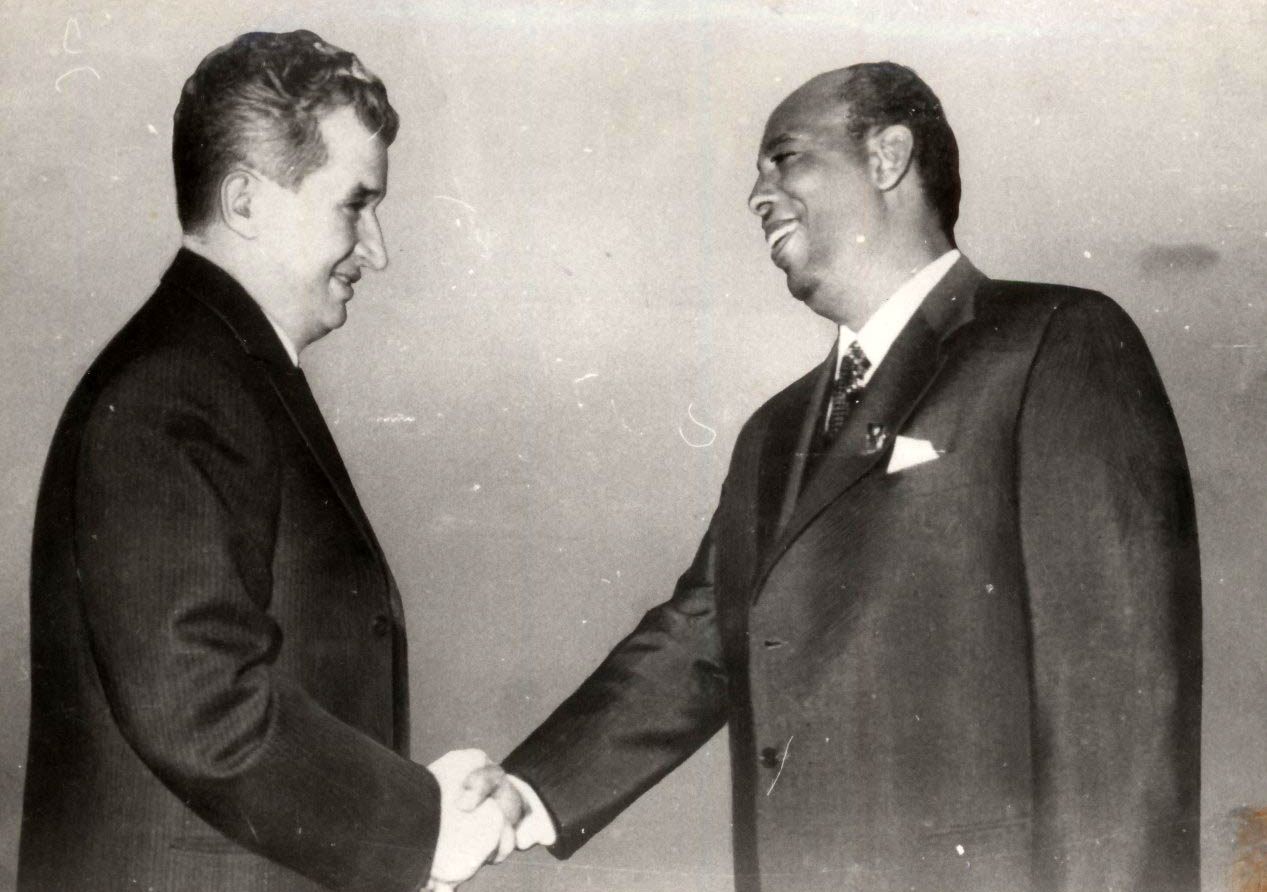
Barre a Nicolae Ceaușescu v roce 1976

Po vojenském puči se Barre stal hlavou státu a předsedou Nejvyšší revoluční rady, která se starala o kabinet a výbory pro obranu, bezpečnost a soudní záležitosti. Ve městech byly vztyčeny sochy na počest tohoto „národního hrdiny“ a byly představeny masové kampaně, které zdůrazňovaly ukončení sporů o vodu a pastviny. Barre také oznámil, že novými cíli jeho vlády budou ukončení kmenového uspořádání společnosti, korupce a špatné vlády, a těchto cílů bude dosaženo aplikací „vědeckého socialismu“. Dalším významným cílem byla snaha zavést jednotnou měnu a jazyk.
Stylizoval se do podoby „Vítězného vůdce“ (Guulwaadde), což podpořilo růst kultu jeho osobnosti. Vyobrazoval se ve společnosti Marxe a Lenina a tyto portréty byly vystavovány při veřejných příležitostech.

### Siad Barre a vědecký socialismus
Somálská věrnost socialismu se stala oficiální při prvním výročí Barreho vojenského převratu, kdy sám Barre prohlásil, že Somálsko bylo socialistický stát navzdory skutečnosti, že stát neměl žádnou historii třídního konfliktu. Pro účely marxistické analýzy byla somálská kmenová struktura ekvivalentem tříd. Jeho ideologie se skládala ze tří částí: vlastní koncepce komunitního rozvoje založená na principu samostatnosti, socialismus na marxistických základech a islámu. Tyto tři části byly zahrnuty v rámci „vědeckého socialismu“. Navzdory tomu, že sovětská a čínská definice byla s tímto modelem v rozporu, bylo na ně často odkazováno. Ideologie kombinovaly aspekty koránu s vlivem Marxe, Lenina, Maa a Mussoliniho. Barre zdůrazňoval, že socialismus není náboženství, ale politický princip pro organizaci vlády a výroby. Kvůli politické angažovanosti s komunistickými státy a deklarované věrnosti vědeckému socialismu bylo Somálsko považováno za satelitní stát SSSR.
Nová vláda prohlásila, že adaptuje „vědecký socialismus“ pro potřeby Somálska. „Dobrovolnické“ práce spočívaly v sázení a sklízení plodin, stavěly se nemocnice a silnice. Skoro všechen průmysl, banky i obchod byly zestátněny. Byla podporována zemědělská družstva.

### Zavedení jednotného jazyka a vymýcení klanového uspořádání
Prvním Barreho činem byla snaha zavést společný jazyk pro všechny Somálce a zakázat kmeny, aby mohla být soustředěna moc na centrální úroveň. Somálština nebyla vědeckým ani obchodním jazykem. Byla představena zcela nová podoba somálského jazyka a latinská abeceda byla vybrána jako prostředek k jeho vyjádření. Aby mohl být nový jazyk, metody a poselství revoluce šířeny, byly v roce 1974 uzavřeny střední školy a 25 000 studentů mezi čtrnáctým a šestnáctým rokem bylo zasláno do rurálních oblastí, aby jazyk naučili své příbuzné. Všichni státní zaměstnanci se museli tento „nový jazyk“ naučit do šesti měsíců. Tato „gramotnostní kampaň“ se stala základem služby pro pomoc obětem sucha. Tito studenti-učitelé byli přesměrováni do uprchlických táborů a za pomoci vojenských poradců byly vytvořeny také vysoce organizované tábory. Vláda také iniciovala program zaměřený na ukončení tradičního kočovnictví a snažila se o prohlášení usazených rybářských a zemědělských komunit za oběti sucha. Důvodem pro zavedení společného jazyka byla snaha snížit stále se zvětšující propast mezi těmi, kdo mluví koloniálním jazykem, a těmi, kteří jím nemluví.
Silná klanová struktura Somálska je velkou překážkou ve výkonu moci centrální vlády. Klany ovládají jednotlivá území země a neřídí se centrálními nařízeními, mají vlastní jazyk, měnu, zákony. Silnější klany napadaly, okrádaly, vraždily slabší. Barre se proto snažil vymýtit význam klanu jak ve vládě, tak v občanské společnosti. Postavení člověka v somálské společnosti se stále velmi často lišilo podle odpovědi na otázku: „Z kterého jsi klanu?“ Když to bylo v rozporu s ideologií moderního státu, Somálci se začali ptát: „Jaký je váš ex-klan?“ Barre postavil tyto otázky mimo zákon a snažil se vymýtit jakékoliv formy činnosti, které by mohly být klasifikovány jako klanové. Lidé, kteří stále upřednostňovali klanové uspořádání, byli informátory nahlášeni a zatýkáni.

### Orientace na SSSR

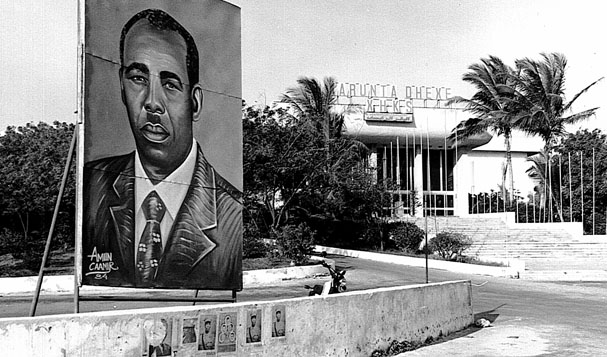
Propagační plakát v ulicích Mogadišu.

Somálsko díky své strategické poloze a Barreho experimenty se socialismem přilákaly pozornost SSSR. Orientaci na SSSR se snažil Barre upevňovat prostřednictvím budování kultu své osobnosti (dokonce dodnes jsou v hlavním městě Mogadišu na veřejných místech vyobrazeny jeho portréty). Do země byli zváni sovětští poradci a v roce 1974 byla podepsána smlouva o somálsko-sovětském přátelství a roku 1976 přijata nová socialistická ústava, která zaručila Barremu post generálního tajemníka Somálské socialistické revoluční strany. Vztahy ze SSSR byly rozvázány v důsledku Ogadenské války mezi Etiopií a Somálskem, ve které Etiopané vyzbrojení sovětskou technikou porazili Somálce. Barre, rozzuřen, zrušil smlouvu o přátelství a vyhnal ze země sovětské poradce. Když se Barre odvrátil od SSSR, hledal materiální a vojenskou pomoc u USA a tak vyjádřil podporu západnímu bloku.

### Koncept Velkého Somálska
Smyslem tohoto konceptu je vytvoření jednoho státního celku, kde by žili všichni Somálci. Roku 1977 začal Barre tento koncept naplňovat. Jednalo se o oblasti Francouzského Somálska (Džibuti), Italského a Britského Somálska, severovýchodní Keni a oblast Ogadenu patřící Etiopii. V počáteční fázi svého velkého plánu podnítil místní Somálce k revoltě, následované vojenským vpádem do Ogadenu. Oblast bez větších problémů obsadili, ale ne nadlouho. Etiopská armáda, podporovaná kubánskými expedičními jednotkami a vyzbrojená sovětskou technikou, porazila somálskou armádu. Prohra měla za důsledek odvrácení se od SSSR a orientaci na USA.

### Dopady Ogadenské války
V důsledku podpory Etiopie ze strany SSSR se Somálsko začalo orientovat prozápadně, na USA. Američané zprvu neměli chuť podporovat člověka, který o sobě hlásá, že je socialista, ale zájem vytlačit Sověty ze strategicky umístěného Somálska byl patrně silnější. Napomohl tomu také fakt, že Barre umožnil německým protiteroristickým jednotkám GSG9 provést akci proti únoscům dopravního letadla Landshut, když s ním přistáli v Mogadišu (všichni teroristé byli zneškodněni). USA poté od roku 1980 začaly posílat do Somálska přibližně 100 miliónů USD ročně ve formě ekonomické a vojenské pomoci.
Po porážce Somálska byl také zahájen program na přesídlení všech uprchlíků. Do roku 1981 bylo na 700 000 uprchlíků přesídleno na sever, kde bylo záměrem Barreho oslabit klan Isaaq, jenž otevřeně vzdoroval režimu. Zatímco klany na severu Somálska se bránily pokusům o centralizaci moci, jižní klany byly otevřenější politické manipulaci díky létům vládní podpory a příspěvků. Uprchlíci vysídlovali severské zemědělce a vláda konfiskovala stále větší plochy půdy pro jejich přesídlení. To mělo za následek propuknutí boje mezi podvýživou trpícími uprchlíky, Somálskými ozbrojenými silami a zemědělci. Celý konflikt vyústil roku 1991 v občanskou válku.

### Ekonomické počínání vlády
Mezi lety 1970 a 1980 vláda prováděla rozsáhlé investice, které však byly neproduktivní a zapříčinily tak tvorbu velkého veřejného dluhu. V roce 1990 celkový zahraniční dluh dosahoval 277 procent HDP. Obyvatelstvo obdrželo jenom něco málo z výhod těchto výdajů. Kolem 90 % výdajů bylo na obranu a správu, zatímco výdaje na sociální služby poklesly na méně než 1 % HDP.
Bankovní sektor byl v troskách, mezi lety 1970–1980 byl bankovní systém nástrojem pro financování veřejných agentur. V roce 1989 komerční banky a spořitelny vyhlásily bankrot, rozvojová banka nebyla schopna poskytnout nové půjčky. Finanční systém se dostal do hluboké krize a částečně díky spoluúčasti zkorumpovaných úředníků většina bankovních operací skončila na černém trhu. Veřejný sektor nebyl schopen poskytovat základní zboží a služby. Jeho funkci převzal černý trh, který se od roku 1980 stále rozvíjel. Tento „neformální sektor“ poskytuje finanční, zdravotní a dokonce i vzdělávací služby. V polovině 80. let byl černý trh největším zaměstnavatelem v zemi. Průměrná životní úroveň v Somálsku byla tak nízká, že Somálsko mělo jedno z nejnižších příjmů jídla na obyvatele. Obyvatelé, zanedbáváni a vykořisťováni pod Barreho nadvládou, se začali čím dál tím více spoléhat na tradiční klanovou síť a neformální trhy, které budou hrát významnou úlohu v hospodářské výkonnosti Somálska po zhroucení národní vlády v roce 1991.

### Omezování lidských práv a rebelie
Za vlády Siada Barreho docházelo k častému mučení politických vězňů, pronásledování, zatýkání a dalších diktátorských praktik za účelem udržení moci. Národní rozvojový program OSN řekl, že vláda Siada Barreho byla jednou z nejhorších v Africe, co se omezování lidských práv týče. Jak vesnické tak městské obyvatelstvo se nevyhnulo svévolnému zatýkání, mučení, znásilňování, konfiskace majetku, restrikce pohybu, psychologického zastrašování, vraždění. Vykonavatelem těchto zvěrstev byla Národní bezpečnostní služba pod taktovkou Barreho, která měla ze zákona moc zatýkat a na dobu neurčitou zadržovat lidi, kteří se vyjadřovali proti režimu, aniž by byli postaveni před spravedlivý soud. Konec 70. let provázel další odboje a snížení popularity Barreho vlády. Kvůli rostoucímu odporu byla Barrem vytvořena elitní jednotka, tzv. Rudé barety (Duub Cas) a polovojenské jednotky „Victory Pioneer“ které terorizovaly klany bouřící se proti Barreho vládě. Rozbití vodních nádrží a pobití stád mělo za důsledek, že více než 2000 členů klanu Majeerteen zemřelo žízní. Dalších 5000 lidí z klanu Isaaq zabito vládou. Strach z vlády vedl až k emigraci více než 300 000 členů klanu Isaaq do Etiopie.
Jako odboj proti vládě vytvořili členové klanů Isaaq povstaleckou skupinu s názvem Somálské národní hnutí (SNH), jemuž se dostalo podpory od Etiopie. Na severu také vznikla další povstalecká skupina nesoucí název Somálská demokratická fronta spásy (SDFS), kterou vedl Abdullahi Yusuf Ahmed a byla složena z několika bývalých armádních důstojníků nesouhlasících s režimem. I přes to, že se Barre snažil tato hnutí potlačit, na konci 80. let dosáhla významných územních zisků, hlavně v oblasti severního Somálska. V roce 1991 povstalecké hnutí Spojený somálský kongres (SSK) v čele s Mohamedem F. Aidídem napadlo Mogadišo. Povstalci bojovali proti vládním silám a prezident Barre byl nakonec svržen 26. ledna 1991; na jeho místo nastoupil Alí Mahdí. Barre se ještě pokusil s pomocí svého zetě Mohameda S. Hersieho dobýt Mogadišo zpět, ale když byl dvakrát odražen generálem Aidídem, vzdal se těchto pokusů.

## Exil a smrt
Po ztrátě Mogadiša se Barre uchýlil do exilu v Keni, odkud ale musel kvůli protestům keňské opozice odejít. Odešel do Nigérie, kde 2. 1. 1995 v Lagosu zemřel. Oficiální zdroje uvádějí, že zemřel na infarkt, ale neoficiální tvrdí, že byl napaden somalilandskými agenty tajné služby. Jeho pozůstatky byly pohřbeny v okrese Garbahaarreey v regionu Gedo v Somálsku.